# 1989 NBA Draft
1989 NBA Draft – National Basketball Association Draft, który odbył się 27 czerwca 1989 w Nowym Jorku.

## Legenda
Pogrubiona czcionka – wybór do All-NBA Team.
|  | - występ w NBA All-Star Game. |

Gwiazdka (*) - członkowie Basketball Hall of Fame.

## Runda pierwsza
| Nr | Zawodnik               | Narodowość        | Drużyna NBA            | College/Drużyna                             |
| -- | ---------------------- | ----------------- | ---------------------- | ------------------------------------------- |
| 1  | Pervis Ellison (PF/C)  | Stany Zjednoczone | Sacramento Kings       | University of Louisville                    |
| 2  | Danny Ferry (PF)       | Stany Zjednoczone | Los Angeles Clippers   | Duke University                             |
| 3  | Sean Elliott (SF/SG)   | Stany Zjednoczone | San Antonio Spurs      | University of Arizona                       |
| 4  | Glen Rice (SF)         | Stany Zjednoczone | Miami Heat             | University of Michigan                      |
| 5  | J.R. Reid (PF/C)       | Stany Zjednoczone | Charlotte Hornets      | University of North Carolina at Chapel Hill |
| 6  | Stacey King (C)        | Stany Zjednoczone | Chicago Bulls          | University of Oklahoma                      |
| 7  | George McCloud (SG/SF) | Stany Zjednoczone | Indiana Pacers         | Florida State University                    |
| 8  | Randy White (PF)       | Stany Zjednoczone | Dallas Mavericks       | Louisiana Tech University                   |
| 9  | Tom Hammonds (PF/C)    | Stany Zjednoczone | Washington Bullets     | Georgia Institute of Technology             |
| 10 | Pooh Richardson (PG)   | Stany Zjednoczone | Minnesota Timberwolves | University of California, Los Angeles       |
| 11 | Nick Anderson (SF/SG)  | Stany Zjednoczone | Orlando Magic          | University of Illinois                      |
| 12 | Mookie Blaylock (PG)   | Stany Zjednoczone | New Jersey Nets        | University of Oklahoma                      |
| 13 | Michael Smith (PF)     | Stany Zjednoczone | Boston Celtics         | Brigham Young University                    |
| 14 | Tim Hardaway (PG)      | Stany Zjednoczone | Golden State Warriors  | University of Texas                         |
| 15 | Todd Lichti (SG)       | Stany Zjednoczone | Denver Nuggets         | Stanford University                         |
| 16 | Dana Barros (PG)       | Stany Zjednoczone | Seattle SuperSonics    | Boston College                              |
| 17 | Shawn Kemp (PF/C)      | Stany Zjednoczone | Seattle SuperSonics    | Trinity Valley Community College            |
| 18 | B.J. Armstrong (PG)    | Stany Zjednoczone | Chicago Bulls          | University of Iowa                          |
| 19 | Kenny Payne (PF)       | Stany Zjednoczone | Philadelphia 76ers     | University of Louisville                    |
| 20 | Jeff Sanders (PF/C)    | Stany Zjednoczone | Chicago Bulls          | Georgia Southern University                 |
| 21 | Blue Edwards (SF/SG)   | Stany Zjednoczone | Utah Jazz              | East Carolina University                    |
| 22 | Byron Irvin (SG)       | Stany Zjednoczone | Portland Trail Blazers | University of Missouri                      |
| 23 | Roy Marble (SG/SF)     | Stany Zjednoczone | Atlanta Hawks          | University of Iowa                          |
| 24 | Anthony Cook (PF/C)    | Stany Zjednoczone | Phoenix Suns           | University of Arizona                       |
| 25 | John Morton (PG)       | Stany Zjednoczone | Cleveland Cavaliers    | Seton Hall University                       |
| 26 | Vlade Divac (C)        |                   | Los Angeles Lakers     | Partizan Belgrad                            |
| 27 | Kenny Battle (PF)      | Stany Zjednoczone | Detroit Pistons        | University of Illinois                      |

Draft w 1989 jest oceniany jako najsłabszy w piętnastoleciu 1985–2000, z powodu małej liczby zgłoszonych zawodników. Mimo to znalazło się w nim wielu znanych później graczy.
Inni gracze z tego draftu, którzy dali się poznać w NBA z dobrej strony to: Clifford Robinson, 
Dino Rađa, Haywoode Workman.